# Zhao Xue
Zhao Xue (chin. 赵 雪; Zhào Xuě, * 6. April 1985 in Jinan, Provinz Shandong) ist eine chinesische Schachspielerin. Sie ist seit November 2000 Großmeister der Frauen (WGM) und seit März 2008 auch Großmeister (GM).

## Leben
Zhao Xue war Studentin der Peking-Universität.

## Erfolge
Im Dezember 1997 wurde sie in Cannes U12-Weltmeisterin der Mädchen mit einem ganzen Punkt Vorsprung vor Tatjana Kossinzewa und Elisabeth Pähtz. Die U14-Mädchenweltmeisterschaft gewann sie 1999 im spanischen Oropesa del Mar. 2001 wurde sie bei der Juniorinnenweltmeisterschaft in Athen hinter K. Humpy Zweite, 2002 gewann sie vor K. Humpy die Juniorinnenweltmeisterschaft, welche in diesem Jahr in Panaji ausgetragen wurde. 2003 gewann sie mit großem Vorsprung und neun Punkten aus neun Partien den Lady’s Cup in Cannes. Das Queens-Chess-Frauengroßmeisterturnier in Bad Homburg vor der Höhe gewann sie 2007 mit zwei Punkten Vorsprung vor Elisabeth Pähtz. Bei der Asienmeisterschaft der Frauen 2010 in Guangzhou belegte sie hinter Hou Yifan den zweiten Platz. Das Grand-Prix-Turnier in Naltschik im Oktober 2011 gewann sie überlegen mit 9,5 Punkten aus 11 Partien, was einer Elo-Leistung von 2828 entspricht.
Im Februar 2015 liegt sie hinter Hou Yifan und Ju Wenjun auf dem dritten Platz der chinesischen Frauenrangliste und auf dem elften Platz der Damenweltrangliste. Ihre bisher höchste Elo-Zahl war 2579 im September und Oktober 2013; ihre höchste Position auf der FIDE-Weltrangliste der Frauen hatte sie im Juli und September 2009 sowie im Oktober 2013, als sie auf dem vierten Platz lag.
2008 wurde Zhao Xue zum Großmeister ernannt, die erforderlichen Normen erfüllte sie bei der Schacholympiade 2006 der Frauen in Turin sowie im Juli 2007 beim North Urals Cup in Krasnoturjinsk.

## Nationalmannschaft
Mit der chinesischen Frauenmannschaft nahm Zhao Xue seit 2002 an allen Schacholympiaden teil. Mit der Mannschaft gewann sie 2002 und 2004, erreichte 2010, 2012 und 2014 den zweiten sowie 2006 den dritten Platz. In der Einzelwertung erreichte sie 2002 sowohl das beste Ergebnis der Reservespielerinnen als auch die beste Eloleistung aller Teilnehmerinnen, 2004 das beste Ergebnis am dritten Brett und die drittbeste Eloleistung aller Teilnehmerinnen, 2006 die beste Eloleistung aller Teilnehmerinnen und 2012 das beste Ergebnis am zweiten Brett.
2005 nahm sie an der Mannschaftsweltmeisterschaft teil. Den Frauenwettbewerb der Mannschaftsweltmeisterschaft gewann sie bei allen drei Teilnahmen mit China 2007, 2009 und 2011, außerdem erreichte sie 2007 das beste Ergebnis am Spitzenbrett und die beste Eloleistung aller Teilnehmerinnen, 2011 das beste Ergebnis am dritten Brett. Bei asiatischen Mannschaftsmeisterschaften der Frauen spielte Zhao Xue 1999 in der zweiten Mannschaft Chinas, die den zweiten Platz erreichte, 2008 und 2012 gewann sie mit China. Außerdem erreichte sie bei den Schachwettbewerben der Asienspiele 2006 den zweiten Platz und gewann die Schachwettbewerbe der Frauen der Asienspiele 2010 sowie die Schachwettbewerbe der Hallen-Asienspiele 2007 und 2009.

## Vereine
In der chinesischen Mannschaftsmeisterschaft spielt sie für die Beijing Patriots und wurde mit diesen 2005, 2006, 2011 und 2015 chinesischer Mannschaftsmeister. 2008 spielte sie in der russischen Mannschaftsmeisterschaft der Frauen für Spartak Widnoje, 2009 am Spitzenbrett der ersten Mannschaft von Economist-SGSEU Saratow. Mit Economist-SGSEU Saratow nahm sie am European Club Cup der Frauen 2007 teil, mit Spartak Widnoje erreichte sie ein Jahr später den zweiten Platz. In der deutschen Frauenbundesliga spielt Zhao seit der Saison 2014/15 für den SC Bad Königshofen.